# Station Verden (Aller)
Station Verden (Aller) (Bahnhof Verden (Aller)) is een spoorwegstation in de Duitse plaats Verden, in de deelstaat Nedersaksen. Het station ligt aan de spoorlijn Wunstorf - Bremerhaven en de spoorlijn Verden - Rotenburg. Het station werd in 1847 geopend. 

## Geschiedenis
Het station werd in 1847 aan de spoorlijn Wunstorf - Bremen geopend. Tussen 1903 en 1905 werd de Allertalbahn naar Schwarmstedt en in 1911 de Verden-Walsroder spoorlijn geopend. In 1928 kwam er een verbinding naar Rotenburg. Een verbinding met de nabijgelegen Amerikalinie kwam er nooit. Het station was in de Tweede Wereldoorlog en de omgeving onderdeel van de vuurlinie tussen de terugtrekkende Wehrmacht en de optrekkende geallieerde. In 1966 werd de Allertalbahn voor personenverkeer stilgelegd. De Verden-Walsroder spoorlijn, die al in 1936 niet meer de berijden was, volgde in 1969. Desalniettemin was er nog sporadisch goederenverkeer over deze spoorlijnen. De Allertalbahn werd in 1995 gesloten en aansluitend afgebroken. 
In de jaren '80 werd aan beide stationsuiteinde gelegen spoorwegovergangen vervangen door tunnels.

## Stationsindeling
De in noord-zuid aangelegde station bestaat uit een hoofdperron bij in het westen gelegen stationsgebouw en twee eilandperrons, waarvan de eerste een overkapping heeft. Het hoofdperron en spoor 2 is voor het verkeer Hannover-Bremen bedoeld. Spoor 3 is het eindpunt voor de Regio-S-Bahn naar Bremen-Farge. Spoor 4 en 5 is voor de treinen Nienburg-Rotenburg, daarnaast wordt spoor 5 ook gebruikt door de museumtrein naar Stemmen.
Ten noorden van het station ligt het goederenstation, tegenwoordig zijn dit alleen nog rangeersporen. Ten oosten en westen bevinden zich Parkeer en Reis-parkeerplaatsen, ook in het westen ligt het busstation. Het station is in 2006 barrièrevrij aangelegd. 
In het station bevindt zich een post voor de treindienstleiding "Vf". De treindienstleider bedient de overloopwissel Wahnebergen en de stations Walle, Holtum, Westerwalsede en Unterstedt op afstand. Terwijl de technische infrastructuur nog conventioneel is, kan door middel van een vertaalsysteem toch op afstand de seinen en wissels worden bediend. Tevens blijft het mogelijk om lokaal de infra te bedienen.

## Verbindingen
Het station wordt bediend door zowel langeafstandstreinen als regionale treinen.

### Langeafstandstreinen
De volgende langeafstandstreinen doen station Verden aan:
| Serie  | Route | Route | Frequentie                                                                                                 |
| ------ | --- | --- | --- |
| ICE 10 | Berlijn (Ostbf – Hbf – Spandau) – Wolfsburg – Hannover – Verden (Aller) – Bremen – Oldenburg (Oldb) Hbf                                                    | Berlijn (Ostbf – Hbf – Spandau) – Wolfsburg – Hannover – Verden (Aller) – Bremen – Oldenburg (Oldb) Hbf                                                    | 1x per dag (ma-vr)                                                                                         |
| ICE 25 | Hamburg (Altona – Dammtor – Hbf – Harburg) – | Hannover – Göttingen – Kassel-Wilhelsmhöhe – Fulda – Würzburg – Nürnberg – Ingolstadt – München                                                            | 1x per uur Hamburg-München. 1x per twee uur één treinstel naar Oldenburg. Enkele treinen stoppen in Verden |
| ICE 25 | Oldenburg (Oldb) Hbf – Bremen Hbf – Verden (Aller) – | Hannover – Göttingen – Kassel-Wilhelsmhöhe – Fulda – Würzburg – Nürnberg – Ingolstadt – München                                                            | 1x per uur Hamburg-München. 1x per twee uur één treinstel naar Oldenburg. Enkele treinen stoppen in Verden |
| IC 56  | Norddeich Mole – Emden – Leer (Ostfriesl) – Oldenburg (Oldb) Hbf – Bremen – Verden (Aller) – Hannover – Braunschweig – Magdeburg – Halle (Saale) – Leipzig | Norddeich Mole – Emden – Leer (Ostfriesl) – Oldenburg (Oldb) Hbf – Bremen – Verden (Aller) – Hannover – Braunschweig – Magdeburg – Halle (Saale) – Leipzig | 1x per twee uur. 1x per dag vanaf Magdeburg naar: Berlin - Cottbus                                         |
| IC 56  | Stralsund → Pasewalk → Angermünde → Berlijn (Gesundbrunnen → Spandau) → Stendal → Wolfsburg → Hannover → Verden (Aller) → Bremen → Oldenburg (Oldb) Hbf    | Stralsund → Pasewalk → Angermünde → Berlijn (Gesundbrunnen → Spandau) → Stendal → Wolfsburg → Hannover → Verden (Aller) → Bremen → Oldenburg (Oldb) Hbf    | alleen op zondag                                                                                           |

### Regionale treinen
De volgende regionale treinen doen station Verden (Aller) aan:
| Serie | Treinsoort                       | Route | Bijzonderheden                                                              |
| ----- | -------------------------------- | --- | --------------------------------------------------------------------------- |
| RE 1  | Regional-Express (DB Regio Nord) | Hannover Hbf – Nienburg (Weser) – Verden (Aller) – Bremen Hbf – Delmenhorst – Hude – Oldenburg (Oldb) Hbf – Leer (Ostfriesl) – Emden Hbf – Norddeich Mole | Rijdt eenmaal per twee uur.                                                 |
| RE 8  | Regional-Express (DB Regio Nord) | Bremerhaven-Lehe – Bremerhaven Hbf – Bremen Hbf – Verden (Aller) – Nienburg (Weser) – Hannover Hbf                                                        | Rijdt eenmaal per twee uur                                                  |
| RB 76 | Regionalbahn (DB Regio Nord)     | (Verden (Aller) – Rotenburg (Wümme) | Weser-Aller-Bahn 1x per twee uur Verden-Rotenburg (1x per uur in de spits). |
| RS1   | Regio-S-Bahn (NordWestBahn)      | Bremen-Farge – Bremen-Vegesack – Bremen Hbf – Achim – Verden (Aller)                                                                                      | Extra spitsritten tussen Vegesack en Hbf.                                   |